# Кашкевар (Марказі)
Кашкевар (перс. كشكور) — село в Ірані, у дегестані Ак-Кагріз, у бахші Новбаран, шагрестані Саве остану Марказі. За даними перепису 2006 року, його населення становило 17 осіб, що проживали у складі 4 сімей.

## Клімат
Середня річна температура становить 10,75 °C, середня максимальна – 30,18 °C, а середня мінімальна – -11,16 °C. Середня річна кількість опадів – 245 мм.
| Клімат поселення                              | Клімат поселення | Клімат поселення | Клімат поселення | Клімат поселення | Клімат поселення | Клімат поселення | Клімат поселення | Клімат поселення | Клімат поселення | Клімат поселення | Клімат поселення | Клімат поселення | Клімат поселення |
| Показник                                      | Січ.             | Лют.             | Бер.             | Квіт.            | Трав.            | Черв.            | Лип.             | Серп.            | Вер.             | Жовт.            | Лист.            | Груд.            |                  |
| Середній максимум, °C                         | 5,60             | 6,79             | 11,19            | 17,74            | 22,85            | 28,81            | 30,18            | 29,59            | 25,23            | 18,82            | 12,08            | 6,35             |                  |
| Середня температура, °C                       | −2,77            | −1,62            | 2,82             | 9,36             | 14,45            | 20,42            | 24,21            | 23,62            | 19,26            | 12,85            | 6,10             | 0,37             |                  |
| Середній мінімум, °C                          | −11,16           | −10              | −5,59            | 0,96             | 6,06             | 12,03            | 18,24            | 17,64            | 13,29            | 6,87             | 0,13             | −5,59            |                  |
| Норма опадів, мм                              | 31               | 33               | 46               | 38               | 31               | 5                | 2                | 1                | 0                | 10               | 19               | 29               |                  |
| Середньомісячна швидкість вітру, м/с          | 1.38             | 2.14             | 2.91             | 3.09             | 2.56             | 2.38             | 2.41             | 2.30             | 2.14             | 2.07             | 1.82             | 1.24             |                  |
| Середньомісячна сонячна радіація, кДж/м²·день | 8934             | 11742            | 14434            | 17881            | 21997            | 26427            | 25885            | 23644            | 20265            | 14771            | 10704            | 8701             |                  |
| --------------------------------------------- | ---------------- | ---------------- | ---------------- | ---------------- | ---------------- | ---------------- | ---------------- | ---------------- | ---------------- | ---------------- | ---------------- | ---------------- | ---------------- |
| Джерело:                                      |                  |                  |                  |                  |                  |                  |                  |                  |                  |                  |                  |                  |                  |